# Szong Dzsegi
Szong Dzsegi (hangul: 성재기, handzsa: 成在基, RR: Sung Jae-ki; 1967. szeptember 11. – 2013. július 26.) dél-koreai emberi jogi aktivista, férfijogi aktivista, a Koreai Férfiak Egyesülete (남성연대 男性連帶) alapítója. Ellenezte a feminizmust, valamint a koreai Esélyegyenlőségi Minisztérium meglétét. Szong a szöuli Mapho hídról ugrott le 2013 júliusában, ezzel akarta felhívni a figyelmet a férfiakkal szembeni diszkriminációra és pénzt szerezni az egyesülete fenntartásához.